# دیوید جونز (بازیکن فوتبال، زاده ۱۹۵۰)
دیوید جونز (انگلیسی: David Jones؛ زادهٔ ۲۹ دسامبر ۱۹۵۰) بازیکن فوتبال اهل انگلستان است.
از باشگاه‌هایی که در آن بازی کرده‌است می‌توان به باشگاه فوتبال ولورهمپتون واندررز و باشگاه فوتبال یورک سیتی اشاره کرد.